# Altitude Cent
Pour les articles homonymes, voir Altitude (homonymie).
L'Altitude Cent (en néerlandais : Hoogte Honderd) est un lieu-dit et un quartier de la commune belge de Forest dans la Région de Bruxelles-Capitale, situé à l'est du parc Duden. 
 
Huit avenues, disposées en étoile autour d'une place circulaire, occupent le point le plus élevé de la colline, à une altitude avoisinant 100 m — 93 m selon un plan de Victor Besme dressé vers 1850. 

## Histoire
L'Altitude Cent est située dans ce qui s'appelait autrefois le Flotsenberg. Ce nom est apparu sous le nom de Spilotsenberghe au XIIe siècle. À partir de 1233, le champ de potences de Bruxelles y était situé.     
En 1900, une nouvelle paroisse, Saint-Augustin, est établie et une chapelle est construite. En 1908, un terrain est rendu disponible pour une nouvelle église définitive à construire au milieu d'un rond-point. En 1914, la fabrique d'église approuve la construction d'une église de style byzantin, et tant le conseil municipal que le gouvernement allemand autorisent les travaux de terrassement malgré la Première Guerre mondiale. Cependant, l'autorisation est retirée en 1916 et les travaux sont interrompus. Les travaux reprennent au début des années 1930 et l'église Saint-Augustin est construite de 1933 à 1935. L'église n'est totalement terminée qu'en 1950.           

## Liens internes

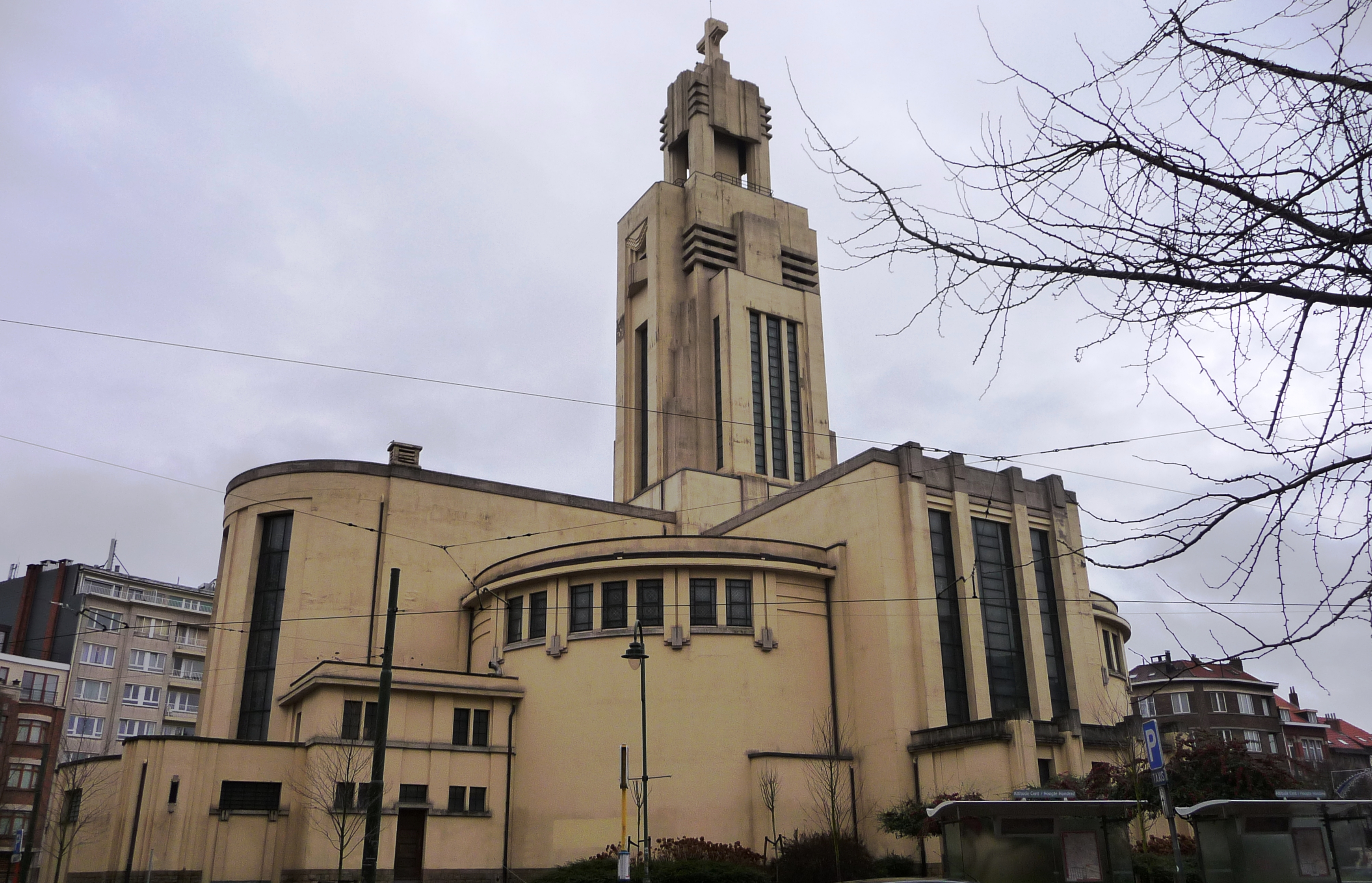
L'église Saint-Augustin à l'Altitude Cent.